# Timothy Lyne
Timothy Joseph Lyne (ur. 21 marca 1919 roku w Chicago w stanie Illinois, zm. 25 września 2013 roku tamże) – amerykański duchowny rzymskokatolicki, biskup pomocniczy Chicago. 

## Życiorys
Święcenia kapłańskie otrzymał 1 maja 1943 roku z rąk abpa Samuela Stritcha. Pracował duszpastersko na terenie rodzinnej archidiecezji Chicago. 
18 października 1983 roku ogłoszona została jego nominacja na pomocniczego biskupa Chicago. Otrzymał wówczas stolicę tytularną Vamalla. Sakry udzielił mu ówczesny zwierzchnik archidiecezji Joseph Bernardin. Na emeryturę przeszedł 24 stycznia 1995 roku. Był w chwili śmierci jednym z najstarszych biskupów w Konferencji Biskupów Amerykańskich.